# Gestión de riesgos

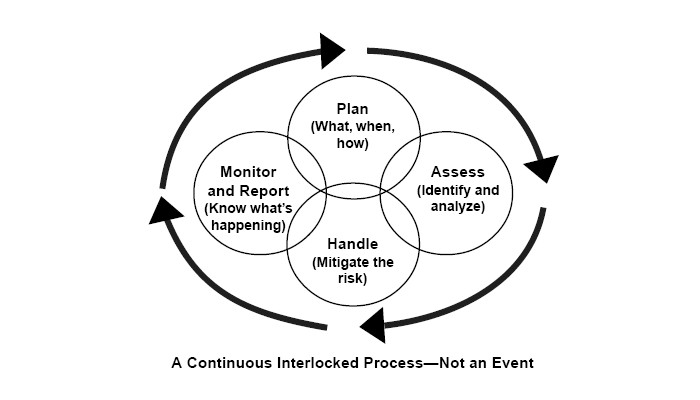
Esquema de gestión de riesgos.

La gestión de riesgos (traducción del inglés risk management) es un enfoque estructurado para manejar la incertidumbre relativa a una amenaza a través de una secuencia de actividades humanas que incluyen la identificación, el análisis y la evaluación de riesgo, para luego establecer las estrategias de su tratamiento utilizando recursos gerenciales. Las estrategias incluyen transferir el riesgo a otra parte, evitar el riesgo (esto es, reducir su probabilidad o impacto a 0), reducir el impacto negativo del riesgo y aceptar algunas o todas las consecuencias de un riesgo particular mediante una decisión informada.
Algunas veces, el manejo de riesgos se centra en la contención de riesgo por causas físicas o legales (por ejemplo, desastres naturales o incendios, accidentes, muerte o demandas). Por otra parte, la gestión de riesgo financiero se enfoca en los riesgos que pueden ser manejados usando instrumentos financieros y comerciales.
El objetivo de la gestión de riesgos es reducir diferentes riesgos relativos a un ámbito preseleccionado a un nivel aceptado por la sociedad. Puede referirse a numerosos tipos de amenazas causadas por el medio ambiente, la tecnología, los seres humanos, las organizaciones y la política. Por otro lado, involucra todos los recursos disponibles de los seres humanos o, en particular, de una entidad de manejo de riesgos (persona, grupo de trabajo, organización).
Así, la administración de riesgo empresarial o enterprise risk management (ERM, por sus siglas en inglés) es un proceso realizado por el consejo directivo de una entidad, la administración y el personal de dicha entidad. Se aplica en el establecimiento de estrategias de toda la empresa, diseñada para identificar eventos potenciales que puedan afectar a la entidad y administrar los riesgos para proporcionar una seguridad e integridad razonable referente al logro de objetivos. En la gestión del riesgo en los viajes de empresa, se debe empezar con una evaluación previa del viaje y un análisis de las situaciones que pueden darse durante el desplazamiento. Posteriormente, se diseñarán políticas de reducción de los riesgos detectados y, finalmente, se debe asegurar al Business traveller ante los riesgos no detectados o imposibles de eliminar previamente.

## Tipos de riesgos financieros
- Riesgo de mercado, como consecuencia de fluctuaciones de los mercados financieros, y en el que se distinguen:
  - Riesgo de cambio, consecuencia de la volatilidad del mercado de divisas.
  - Riesgo de tipo de interés, consecuencia de la volatilidad de los tipos de interés.
  - Riesgo de mercado (en acepción restringida), que se refiere específicamente a la volatilidad de los mercados de instrumentos financieros tales como acciones, deuda, derivados, etc.
- Riesgo de crédito, consecuencia de la posibilidad de que una de las partes de un contrato financiero no asuma sus obligaciones.
- Riesgo de liquidez o de financiación, y que se refiere al hecho de que una de las partes de un contrato financiero no pueda obtener la liquidez necesaria para asumir sus obligaciones a pesar de disponer de los activos —que no puede vender con la suficiente rapidez y al precio adecuado— y la voluntad de hacerlo.
- Riesgo operativo, que se define en el acuerdo de Basilea II utilizado para la regulación del sector bancario en Europa como el "riesgo de sufrir pérdidas debido a la inadecuación o a fallos de los procesos, el personal y los sistemas internos o bien a causa de acontecimientos externos". En esta definición se incluye el riesgo legal, y se excluyen los riesgos clasificados como estratégicos y de reputación.
- Magnitudes cuantitativas del riesgo: VaR. Todos los tipos de riesgos comentados en los apartados anteriores han sido muy tenidos en cuenta por parte de las entidades participantes en los mercados y ponen de manifiesto la necesidad de disponer de herramientas que permitan determinar de forma cuantitativa (en unidades monetarias) el riesgo asumido al integrar un nuevo activo a la cartera. Surge de esta manera el VaR (Value at Risk), que ofrece una medida cuantitativa y objetiva del valor en riesgo de una cartera para condiciones normales (ordinarias) de mercado.

## Normativa relacionada
Tanto a nivel internacional como nacional, se ha ido creando la normativa relacionada con la materia, en líneas generales en dos sentidos: normativas relacionadas con principios y buenas prácticas de gestión del riesgo, y normativa específica por sector o industria económica. Como ejemplo, pueden citarse las siguientes:
- ISO 31000/2018: estándar relacionado con principios generales de la gestión de riesgos publicado por la International Organization for Standardization o ISO. La versión anterior corresponde al 2009.
- Normativa del Comité de Basilea sobre supervisión bancaria, del Bank for International Settlements relacionada con medición y normas sobre capitales mínimos de entidades financieras para determinados riesgos.
- En la Argentina existen estándares no obligatorios emitidos por el Instituto Argentino de Normalización y Certificación relacionadas con el diseño e implementación de un sistema de gestión integral de riesgos, y normativa específica sobre la gestión y los fondos que los bancos deben afectar para que la entidad pueda hacer frente a determinados riesgos, emitidas por el Banco Central de la República Argentina.
- A nivel mundial existe una normativa generalmente aceptada para la administración y gestión de riesgo: el ERM FRAMEWORK, elaborado por The Committee of Sponsoring Organizations of the Treadway Commission (COSO). Este marco de acción está dividido en cuatro clases de riesgo, ocho elementos esenciales para una gestión exitosa y los niveles estructurales para su aplicación.
- En el sector de suministro de agua para consumo humano se aplican los Planes de Seguridad del Agua.